# راسینگولا
راسینگولا (به لاتین: Rasingolla) یک منطقهٔ مسکونی در سری‌لانکا است که در استان مرکزی (سری‌لانکا) واقع شده‌است.